# Isatina
Isatina ou 1H-indol-2,3-diona é um derivado do indol. O composto foi obtido primeiramente por Erdman e Laurent em 1841 como um produto da oxidação do corante índigo pelos ácidos nítrico e crômico. O composto é encontrado em muitas plantas.
Bases de Schiff da isatina são pesquisadas por suas propriedades farmacêuticas.